# Чхве Бомгю
Чхве Бом Гю (кор. 최범규; род. 13 марта 2001 года, более известный как Бомгю) — южнокорейский певец, автор песен и ведущий. Является участником K-pop бой-бэнда TXT.

### Детство
Бомгю родился 13 марта 2001 года в Тэгу, Республика Корея. Семья Бомгю состоит из родителей и старшего брата.

### Образование
Бомгю выпустился из Hanlim Arts High School 9 февраля 2021. Известно, что Бомгю отличник в учёбе и у него лучшие оценки среди одноклассников.

## Карьера

### 2019 — настоящее время: Tommorow X Together
20 января 2019 Big Hit объявили, что Бомгю войдет в состав новой мужской группы Tommorow X Together и представили его на YouTube. Он официально дебютировал с группой 4 марта 2019 года с их дебютным мини-альбомом «The Dream Chapter : Star».